# Pathé Palace (Bruxelles)
Pour les articles homonymes, voir Le Palace et Pathé Palace.
Le Pathé Palace est une salle de spectacle bruxelloise située boulevard Anspach.
Construite en Art nouveau annonçant l’Art Déco, en 1913, cette salle de cinéma, qui pouvait accueillir 2 500 personnes, était la plus grande de la capitale.
En 1913, l'architecte Paul Hamesse, disciple de Paul Hankar, est chargé par la société Pathé de concevoir les transformations du lieu en un « théâtre cinématographique ». La façade est surmontée du célèbre coq emblématique de la société Pathé. Le cinéma a deux entrées, boulevard Anspach et rue Jules Van Praet, où un foyer accueille le client dès le rez-de-chaussée, ainsi que deux sorties de secours rue Borgval.
Dans les années 1950, l’architecte Rie Haan démolit la plupart des salles à l’italienne pour répondre à la demande de la société Pathé de moderniser les lieux et transforme par ailleurs des espaces en commerces et logements.
Transformé en commerce au milieu des années 1970, le bâtiment est ensuite laissé à l'abandon, avant d'être totalement rénové à la fin des années 1990 pour une réouverture sous le nom de Kladaradatsch. Le cinéma ne restera ouvert que deux années, avant d'être presque totalement détruit.
En 2018, le complexe rouvre une nouvelle fois ses portes au public après seize années de transformations teintées d'intrigues politiques et une succession de coûteux travaux. Rebaptisé Cinéma Palace, il est dirigé par l'association "Le Palace" présidée par Luc Dardenne.
En 2025, le cinéma Palace est un des plus subventionnés. Il est dirigé par Éric Franssen, le mari de Jeanne Brunfaut, directrice du Centre du Cinéma et de l'Audiovisuel, qui siège aussi au conseil d’administration 
de la Cinémathèque royale de Belgique.
Le programmateur du Palace est Nicolas Gilson, membre de la Commission du cinéma et connu pour être proche du producteur Patrick Quinet, qui siège au Conseil d'administration du Palace et de la Cinémathèque royale.

## Dénominations et occupations successives
- 1913-1973 : Pathé Palace, puis Théâtre Angèle Van Loo (1916), Théâtre de la Bourse (1916-1918) et de nouveau Pathé Palace. Rebaptisé Pathé Bourse de 1965 à 1973. Le lieu est ensuite transformé en commerce puis laissé à l'abandon.
- 1998-2000 : Totalement rénové, le cinéma rouvre pendant deux années sous le nom Kladaradatsch. Il comporte trois salles et un café dansant.
- En 2001, le lieu est acheté à un privé par la Communauté française (renommée depuis Fédération Wallonie-Bruxelles) pour la somme de 200 000 000 de francs belges[8] (4,98 millions d’euros, de l'époque.)
- 2002-2004 : La Communauté française transforme les trois salles et le café dansant en théâtre pour y abriter provisoirement le Théâtre national de Belgique. Les travaux coûtent 1,6 million d'euros[9].
- 2007 : nouveau projet de complexe cinématographique géré par l'ASBL Le Palace, qui était supposé ouvrir en 2008[10] avec un budget de rénovation de 2,5 millions d'euros (budget qui est passé fin 2014 à un montant de 8,58 millions d'euros)[11], composé par les sociétés Cinéart SA (Eliane Dubois), Les Films du fleuve Sprl (Luc Dardenne), Zenab Production (Nicole Labouverie) et Artemis Productions SA (Patrick Quinet).
- 2016 : le projet est financé à 100% par la fédération Wallonie-Bruxelles pour un budget de 16 millions pour la transformation du théâtre provisoire en quatre salles de cinéma. Le coût total est de 18 860 000 euros[9].
- 2018 : ouverture du Cinéma Palace le 28 février. Les activités du complexe s’articulent autour de trois pôles : cinéma, événementiel et Horeca. Il est doté de quatre salles (373, 140, 80 et 60 places) et d'un restaurant, la programmation étant centrée sur le cinéma d'auteur[pas clair], sans toutefois écarter la projection de films grand public.[précision nécessaire][12].

La Ministre de la Culture Alda Greoli justifie la subvention annuelle de 110 000 euros : « La Communauté française qui en est la propriétaire a déjà massivement investi pour rénover ce bâtiment (...) Aujourd’hui, il faut tout mettre en œuvre pour que cette institution accueille à nouveau des spectateurs. »
En 2023 et 2024, le cinéma Palace est subventionné, notamment par la Communauté française Wallonie-Bruxelles à hauteur de 150 000 euros, annuellement. En 2025 et 2026, le Palace reçoit 170 000 euros par an.